# アントニオ・ジャコメッティ
アントニオ・ジャコメッティ（Antonio Giacometti, 1957年 - ）は、ブレーシャ生まれのイタリアの作曲家。

## 経歴
日本における紹介時、第二回今日の音楽作曲賞へ入選した頃の初期作品は特殊奏法を多用していたが、「ラーガの向こう側(1993)」を作曲した頃から旋法的な音楽性に傾斜した。フェルナンド・メンケリーニとも似たルートを辿っているが、ジャコメッティのほうが具象的で平易な音楽性であり、同時に発される音符の量は少なめである。
近年は教育活動にも熱心であり、子供のための作品も書き下ろすようになる。第7回カジミェシュ・セロツキ国際作曲コンクール第2位を受賞したギターと弦楽四重奏のための「融合する風景第四番(1997-2000)」は騒音をやや含みながらもキネティックな感覚に充ちている。近年の作品は旋法性のみならず古典的な主題提示等も復活し、はるかにわかりやすい音楽性を志向している。
2010年第1回ブルーノ・マデルナ国際作曲コンクールに優勝。YoutubeやSoundcloudにも自身のチャンネルが有る。